# Micragrella
Micragrella is een geslacht van vlinders van de familie spinneruilen (Erebidae), uit de onderfamilie Arctiinae.

## Soorten
- M. aetolica Druce, 1900
- M. ochrea Hampson, 1901
- M. sanguiceps Hampson, 1898